# حادثة غرق مركب رشيد 2016
في يوم الأربعاء 21 سبتمبر 2016 غرق مركب رشيد على بعد 12 كيلومترًا قبالة سواحل مدينة رشيد بمحافظة البحيرة وهو مركب غير شرعي كان يقل من 300 إلى 600 مهاجر غير شرعي من السودان وسوريا والصومال وإرتيريا ومصر.

## بعد غرق المركب
أعلنت السلطات المصرية يوم الثلاثاء 27 سبتمبر 2016 عن ارتفاع عدد ضحايا مركب الهجرة غير الشرعية إلى 204 غريق بعد تعويم المركب بواسطة رافعة البترول وانتشال 33 جثة عثر عليها بداخله.

## التحقيق
أعلن اللواء علاء الدين شوقي، مساعد وزير الداخلية المصري، الاثنين 26 سبتمبر/أيلول، أن أجهزة الأمن ألقت القبض على صاحب المركب إضافة إلى 7 آخرين متورطين في القضية.

## فرق الإنقاذ
تم إنقاذ حوالي 163 وفقا لما ذكرته وزارة الصحة المصرية.